# Rimexolone
Rimexolone là một steroid glucocorticoid được sử dụng để điều trị viêm trong mắt. Nó được bán trên thị trường dưới dạng đình chỉ thả mắt 1% dưới tên thương mại Vexol của Phòng thí nghiệm Alcon, nhưng đã bị ngừng ở Mỹ và các nước khác.

## Sử dụng trong y tế
Rimexolone được sử dụng để điều trị viêm sau phẫu thuật mắt, để điều trị viêm màng bồ đào trước, viêm kết mạc và viêm giác mạc.

## Chống chỉ định
Các chất chống chỉ định ở bệnh herpes simplex và hầu hết các bệnh nhiễm trùng mắt do virus khác, cũng như mycobacteria, nấm và amoebal nhiễm trùng mắt   bởi vì nó chỉ làm giảm viêm nhưng không hành động chống lại các vi sinh vật như vậy.

## Tác dụng phụ
Các tác dụng phụ phổ biến nhất là mờ mắt, chảy nước mắt và các loại khó chịu khác của mắt. Đau mắt, phù mắt, nhức đầu, tăng áp lực nội nhãn và các tác dụng phụ khác được nhìn thấy ở dưới 1% bệnh nhân.

## Dược lý

### Dược lực học
Là một glucocorticoid, rimexolone hoạt động như một chất chủ vận của thụ thể glucocorticoid.

### Dược động học
Một lượng nhỏ rimexolone được hấp thụ vào tuần hoàn hệ thống. Khi điều trị hàng giờ với thuốc nhỏ mắt trong một tuần, nồng độ trong huyết thanh lên tới trung bình 150 pg/ml, với nhiều bệnh nhân còn lại dưới ngưỡng phát hiện là 80   pg/ml. Thời gian bán hủy từ lưu thông được ước tính từ một đến hai giờ; chất chủ yếu (trên 80%) được bài tiết qua phân.